# 7979 Пожарський
7979 Пожарський (7979 Pozharskij) — астероїд головного поясу, відкритий 26 вересня 1978 року.
Тіссеранів параметр щодо Юпітера — 3,293.